# Jerson Kelman
Jerson Kelman (Rio de Janeiro, 1948) é um engenheiro civil brasileiro,  mestre em engenharia civil (1973) pela Universidade Federal do Rio de Janeiro, e Ph.D. em hidrologia e recursos hídricos (1976) pela Universidade do Estado do Colorado. É professor de Recursos Hídricos da COPPE-UFRJ desde 1973 e livre docente desde 1985.
Pesquisador do Centro de Pesquisas de Energia Elétrica (Eletrobras CEPEL) de 1976 até 1991, diretor de Estudos e Projetos da Superintendência Estadual de Rios e Lagoas (SERLA-RJ) de 1991 a 1996, e consultor do Banco Mundial até 1999. Foi diretor-presidente da Agência Nacional de Águas (ANA) desde a sua implantação em dezembro de 2000 até janeiro de 2005, diretor geral da Agência Nacional de Energia Elétrica (ANEEL) de 2005 a 2008,  e presidente da Light de 2010 a 2012.
Foi interventor da ANEEL na Enersul, concessionária de energia elétrica do Estado do Mato Grosso do Sul. Foi presidente da Companhia de Saneamento Básico do Estado de São Paulo (Sabesp S.A.) de 2015 a 2018.
Membro do Conselho Nacional de Política Energética (CNPE) de 2003 a 2005, e do Comitê de Monitoramento do Setor Elétrico (CMSE) de 2005 a 2008. Em meados de 2006 chegou a ser cotado para o Ministério do Meio Ambiente, porém não foi selecionado.
Em 2003 recebeu o King Hassan II Great World Water Prize, por escolha do Conselho Mundial das Águas, e entregue durante o III World Water Forum, em Quioto. 